# ガヴェリーナ・テルメ
ガヴェリーナ・テルメ（伊: Gaverina Terme  ( 音声ファイル)）は、イタリア共和国ロンバルディア州ベルガモ県にある、人口約900人の基礎自治体（コムーネ）。

## 地理

### 位置・広がり
ベルガモ県のコムーネ。県都ベルガモから東北東へ17km、ブレシアから北西へ35km、州都ミラノから東北東へ63kmの距離にある。

#### 隣接コムーネ
隣接するコムーネは以下の通り。
- アルビーノ
- ビアンツァーノ
- カザッツァ
- チェーネ
- スピノーネ・アル・ラーゴ

### 地震分類

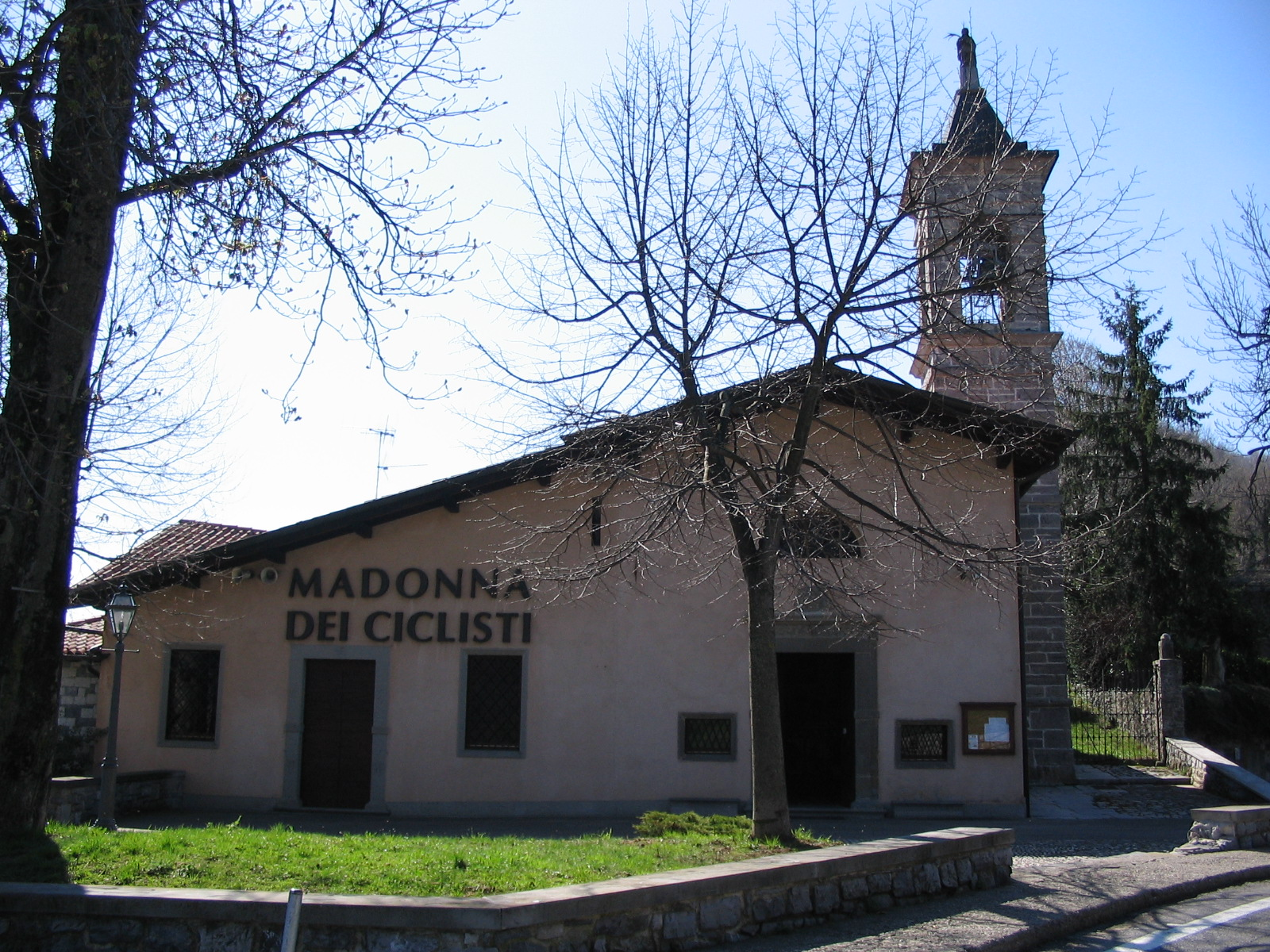

イタリアの地震リスク階級 (it) では、3 に分類される
。

## 行政

### 山岳部共同体
広域行政組織である山岳部共同体「ラーギ・ベルガマスキ山岳部共同体」  (it:Comunità montana dei Laghi Bergamaschi)  （事務所所在地：ローヴェレ）を構成するコムーネである。

### 分離集落
ガヴェリーナ・テルメには、以下の分離集落（フラツィオーネ）がある。
- Gaverina (sede comunale), Fonti, Piano, Trate

## 文化・観光
温泉地でもあるが、源泉は冷泉である。泉質は硫黄泉、ナトリウム系。効能は消化器疾患など。